# Okazaki Kunisuke

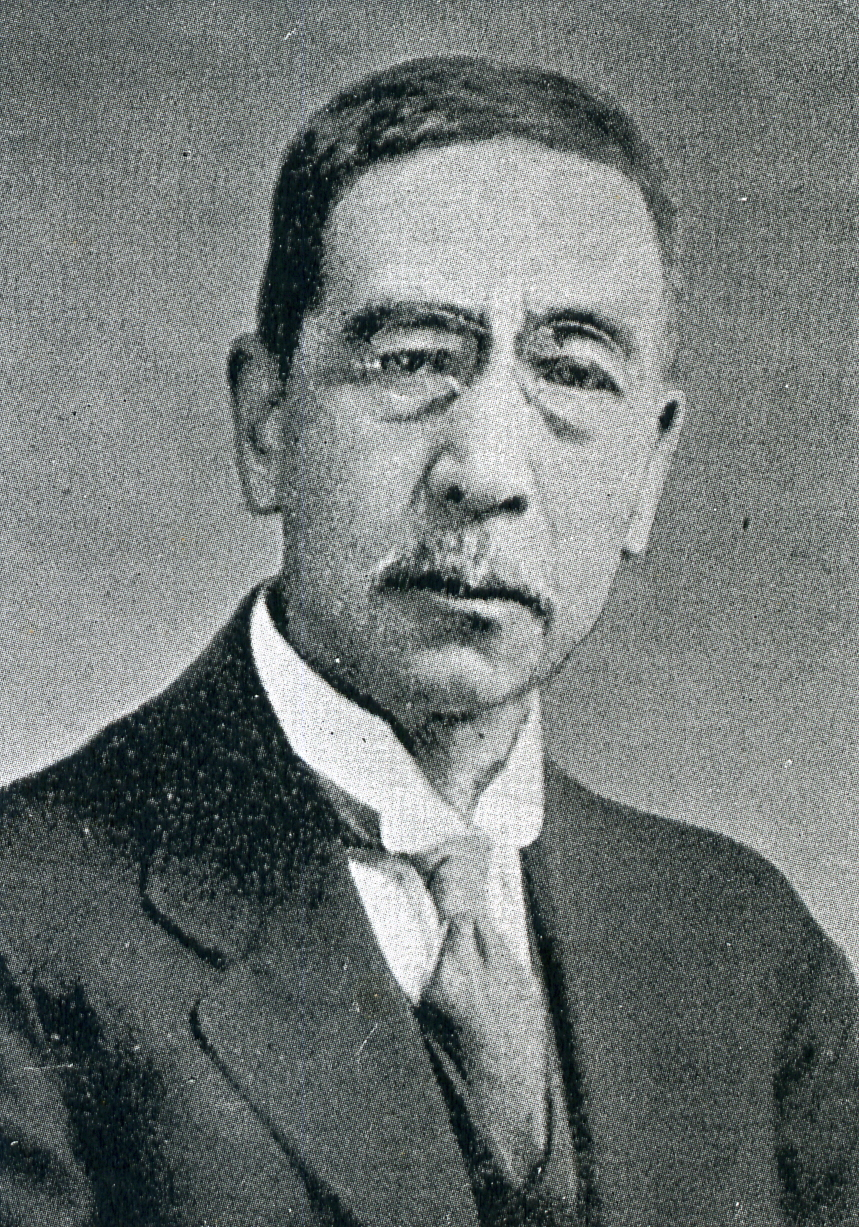
Okazaki Kunisuke

Okazaki Kunisuke (japanisch 岡崎 邦輔, Gō: Bankō (晩香); geboren 12. April 1854 in der Provinz Kii (heute Präfektur Wakayama); gestorben 22. Juli 1936 in Tokio) war ein japanischer Politiker.

## Leben und Wirken
Okazaki Kunisuke nahm unter Verweis auf seinen Cousin Mutsu Munemitsu eine Arbeit auf beim Finanzministerium auf, wechselte dann ins Ministerium für Inneres und Justiz. Er reiste nach der Ernennung zum Minister in die Vereinigten Staaten und studierte an der University of Michigan. Um Mutsus politische Aktivitäten zu unterstützen, kandidierte er 1891 erfolgreich als Vertretung von Wakayama  für das Repräsentantenhauses des Parlaments und gründete die politische Vereinigung „Kishū-gumi“ (紀州組).
1897 trat Okazaki der Liberalen Partei (自由党) bei und beteiligte sich dann an der Gründung der Kensei-Partei (憲政党). Dann plante er zusammen mit Hoshi Tōru die Spaltung des Kabinett Ōkuma I  und unterstützte nach der Spaltung das Kabinett Yamagata II. Im Jahr 1900 war er an der Gründung des „Rikken Seiyūkai“ beteiligt und diente im vierten Kabinett Itō als Chefkabinettssekretär unter Kommunikationsminister Hoshi. Nach dem Tode Hoshis im Jahr 1901 widmete er sich der Tätigkeit als Direktor der „Furukawa Partnership Company“ (古河合名会社, Furukawa Gōmeigaisha) und befasste sich mit Themen wie der Umweltverschmutzung, das das Ashio-Kupferbergwerk verursachte.
1908 wurde Okazaki erneut Mitglied des Repräsentantenhauses und spielte eine aktive Rolle als Mitglied der Seiyūkai, der ersten Bewegung zum Schutz der Verfassung. Er gründete mit Ozaki Yukio und anderen den „Seiyū Club“ (政友倶楽部), kehrte aber schließlich zur Seiyūkai zurück. Während der gesamten Taishō-Zeit wirkte er als Führungskraft der Partei, unterstützte den Präsidenten Hara Takashi und Takahashi Korekiyo und fungierte als Koordinator innerhalb der Partei.
1924 brachte Okazaki die drei Flügel des Kabinetts zum Schutz der Verfassung zusammen und setzte sich im folgenden Jahr für die Verabschiedung des Gesetzes zum Allgemeinen Wahlrecht (普選法, Fusen-hō) ein. Im selben Jahr wurde er zum Minister für Land- und Forstwirtschaft im Kabinett Katō Takaaki ernannt, trat jedoch bald aufgrund der Auflösung des Kabinettes der drei Faktionen zurück. 1928 erklärte er mit der Umsetzung des Gesetzes zum Allgemeinen Wahlrechts seinen Rückzug aus der Parteipolitik. Er blieb aber weiter aktiv und wurde im selben Jahr in das Oberhaus des Parlaments gewählt. Er galt als Taktiker, der hinter den Kulissen sein Talent unter Beweis stellte.